# Edwin Stanton

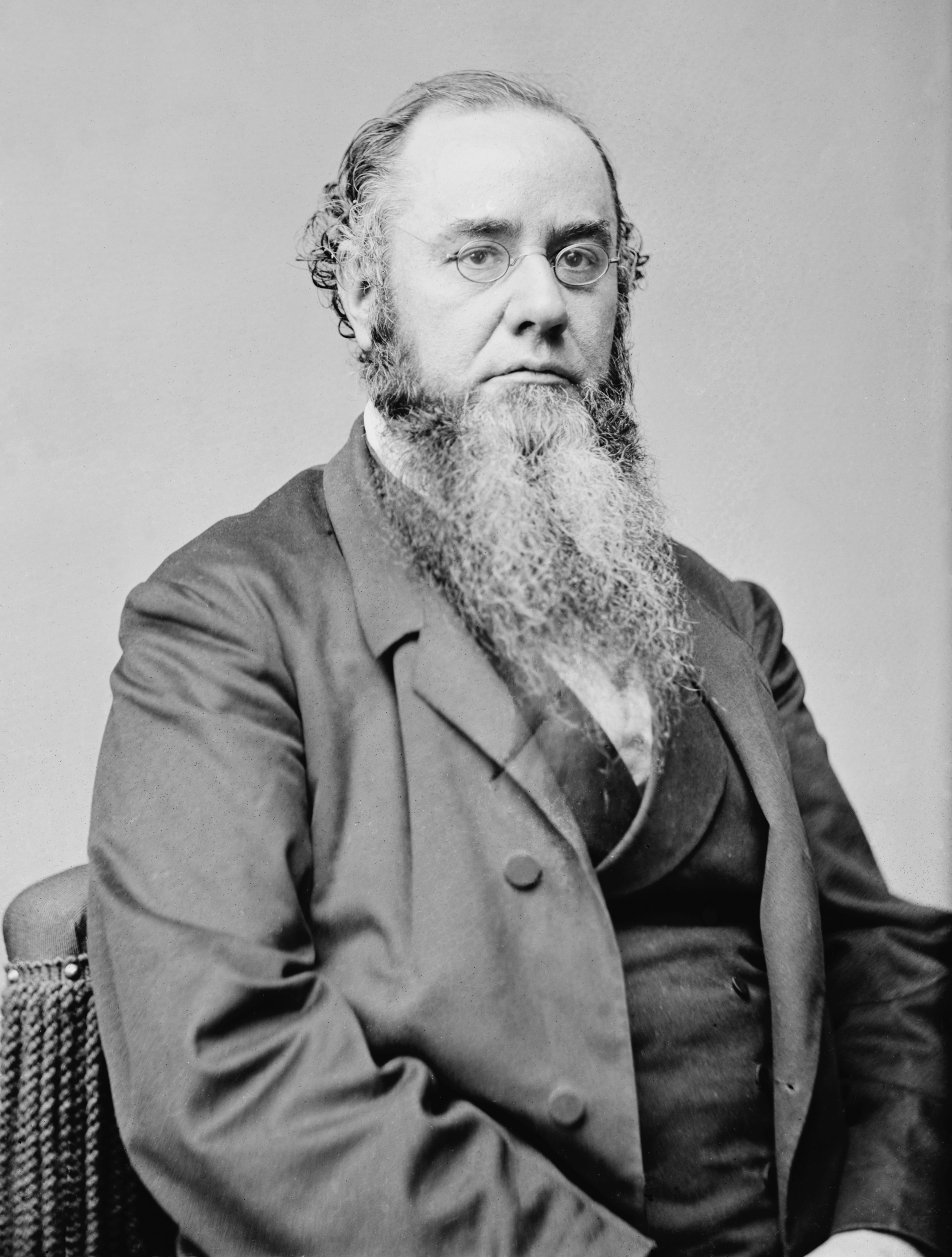
Edwin McMasters Stanton, minister van oorlog tijdens de Amerikaanse Burgeroorlog

Edwin McMasters Stanton (Steubenville (Ohio), 19 december 1814 - Washington D.C., 24 december 1869) was een Amerikaans politicus. Stanton diende tijdens de Amerikaanse Burgeroorlog als minister van oorlog in het kabinet van Abraham Lincoln.
Stanton, geboren in Steubenville, Ohio, studeerde rechten en was practiserend advocaat in Cadiz, Ohio tussen 1836 en 1847. Vanaf 1856, toen hij naar Washington, DC verhuisde, pleitte hij regelmatig zaken voor het Amerikaans Hooggerechtshof. In december 1860 nam president James Buchanan hem op in zijn kabinet als minister van justitie. Nadat Abraham Lincoln het presidentschap veroverde werd Stanton, die hoewel hij als Democraat fel anti-slavernij was en de afscheiding van de Zuidelijke Staten als onwettig beschouwde, door de Republikeinse president in 1862 tot minister van oorlog benoemd. Hoewel de relatie tussen Stanton en Lincoln soms moeilijk was, was Stanton een effectief minister en tijdens zijn periode in Lincolns kabinet zou hij langzaamaan zich meer en meer tot de Republikeinse Partij getrokken voelen. Na de moord op Lincoln werd Stanton nauw betrokken bij de opsporing en berechting van de moordenaar en zijn handlangers.

## Stanton en JohnsonsImpeachment
Stanton bood zijn ontslag aan nadat Andrew Johnson was geïnaugureerd als president na Lincolns dood, maar Johnson haalde hem over om aan te blijven. Stanton zou echter al snel een fel tegenstander worden van de president, die hij beschuldigde van een te toegevende opstelling jegens het Zuiden tijdens de Reconstruction. Op 5 augustus 1867 riep Johnson op tot Stantons ontslag, maar Stanton weigerde, omdat hij de uitvoering van enkele belangrijke wetten in het kader van de Reconstruction niet in gevaar wilde brengen. Een week later echter, nadat het Congres met reces was gegaan, schoof de president Stanton opzij en werd Ulysses S. Grant tijdelijk benoemd tot zijn opvolger als minister van oorlog.
Aan het begin van een nieuwe zitting van het Congress, in 1868, werd Stanton weer hersteld in zijn positie van minister van oorlog en wederom trachtte Johnson hem uit zijn ambt te zetten. Ditmaal weigerde Stanton categorisch, waarna in het Congress een Impeachment-procedure tegen Johnson werd gestart. De president overleefde zijn proces ternauwernood en op 26 mei 1868 nam Stanton definitief ontslag als minister.
Na een korte terugkeer naar een advocatenpraktijk werd Stanton in 1869 door de nieuw verkozen president, Ulysses S. Grant, genomineerd voor een positie van rechter aan het Hooggerechtshof. Op 20 december van dat jaar werd zijn nominatie door de Senaat goedgekeurd maar vier dagen later al, op 24 december, zou Stanton komen te overlijden. Hij legde kort voor zijn dood, op zijn ziekbed, nog wel de eed af.
- Gemeinsame Normdatei: 14356546X
- International Standard Name Identifier: 0000 0001 1599 8094
- Library of Congress Control Number: n50023269
- National Archives and Records Administration: 10581097
- Nationale Bibliotheek van Tsjechië: jo2015860014
- Nationale Bibliotheek van Israël: 987007462724905171
- SNAC: w6959grd
- Système universitaire de documentation: 077635507
- Virtual International Authority File: 214149066346065600303